# Gabriel Agbonlahor
Gabriel Imuetinyan Agbonlahor (13 de octubre de 1986, Birmingham, Inglaterra) es un exfutbolista inglés. De orígenes nigerianos, Agbonlahor es producto de la cantera del Aston Villa y ha sido internacional con la selección absoluta de Inglaterra. 

## Carrera
Posee orígenes nigerianos, por parte de padre, y escoceses, por parte de su madre. Debutó con el primer equipo del Aston Villa el 18 de marzo de 2006 ante el Everton en Goodison Park, en la temporada 2005/06, disputando 9 partidos y anotando un gol. Sin embargo, Agbonlahor no comenzó la temporada con los villanos, ya que fue cedido al Sheffield Wednesday primero y al Watford después, ambos equipos del Football League Championship (segunda división).
En las temporadas 2006-07 y 2007-08, Agbonlahor desempeñó un papel más relevante en el equipo. En la que fue su segunda campaña disputó un total de 38 partidos y anotó 9 goles, mientras que en la tercera completó 37 partidos y marcó 11 goles, su cifra más alta hasta la fecha.
En la campaña 2008-09, el joven delantero anunció la renovación de su contrato con los villanos hasta 2012. En el primer partido de esa temporada, el 17 de agosto de 2008, Gabriel anotó una tripleta en siete minutos frente al Manchester City y que suponía la victoria de su equipo, 4-2, y su liderazgo de la tabla de máximos goleadores de la Premiership.
Tras 17 años en la entidad, al final de la temporada 2017-18 abandonó el club tras finalizar su contrato. En marzo de 2019 anunció su retirada.

## Selección nacional
El 1 de febrero de 2007 fue incluido en la lista de 23 de Fabio Capello para jugar ante Suiza pero una lesión le impidió estar en el partido. El 19 de noviembre de 2009 hizo su debut como titular ante Alemania jugando 76 minutos. La última convocatoria con su selección fue en noviembre de 2011. Ha sido internacional con la selección de Inglaterra disputando 3 partidos, sin convertir goles.

## Clubes
| Club                         | País       | Año         | PJ  | Goles |
| ---------------------------- | ---------- | ----------- | --- | ----- |
| Aston Villa                  | Inglaterra | 2005 - 2018 | 391 | 86    |
| Watford (cedido)             | Inglaterra | 2005        | 2   | 0     |
| Sheffield Wednesday (cedido) | Inglaterra | 2005        | 8   | 0     |

## Estadísticas
Actualizado el 23 de diciembre de 2017
| Club                                    | Temporada           | Liga  | Liga  | Copa  | Copa  | Copa de la Liga | Copa de la Liga | Europa | Europa | Total | Total |
| Club                                    | Temporada           | Part. | Goles | Part. | Goles | Part.           | Goles           | Part.  | Goles  | Part. | Goles |
| --------------------------------------- | ------------------- | ----- | ----- | ----- | ----- | --------------- | --------------- | ------ | ------ | ----- | ----- |
| Watford (cedido) Inglaterra             | 2005-06             | 2     | 0     | 0     | 0     | 0               | 0               | –      | –      | 2     | 0     |
| Watford (cedido) Inglaterra             | Total               | 2     | 0     | 0     | 0     | 0               | 0               | 0      | 0      | 2     | 0     |
| Sheffield Wednesday (cedido) Inglaterra | 2005-06             | 8     | 0     | 0     | 0     | 0               | 0               | –      | –      | 8     | 0     |
| Sheffield Wednesday (cedido) Inglaterra | Total               | 8     | 0     | 0     | 0     | 0               | 0               | 0      | 0      | 8     | 0     |
| Aston Villa Inglaterra                  | 2005–06             | 9     | 1     | 0     | 0     | 0               | 0               | –      | –      | 9     | 1     |
| Aston Villa Inglaterra                  | 2006–07             | 38    | 9     | 1     | 0     | 3               | 1               | –      | –      | 42    | 10    |
| Aston Villa Inglaterra                  | 2007–08             | 37    | 11    | 1     | 0     | 2               | 0               | –      | –      | 40    | 11    |
| Aston Villa Inglaterra                  | 2008–09             | 36    | 11    | 2     | 0     | 1               | 0               | 9      | 1      | 48    | 12    |
| Aston Villa Inglaterra                  | 2009–10             | 36    | 13    | 2     | 1     | 6               | 2               | 2      | 0      | 46    | 16    |
| Aston Villa Inglaterra                  | 2010–11             | 26    | 3     | 3     | 0     | 2               | 1               | 1      | 1      | 32    | 5     |
| Aston Villa Inglaterra                  | 2011–12             | 33    | 5     | 2     | 1     | 1               | 0               | –      | –      | 36    | 6     |
| Aston Villa Inglaterra                  | 2012–13             | 28    | 9     | 1     | 0     | 4               | 3               | –      | –      | 33    | 12    |
| Aston Villa Inglaterra                  | 2013–14             | 30    | 4     | 0     | 0     | 1               | 0               | –      | –      | 31    | 4     |
| Aston Villa Inglaterra                  | 2014–15             | 34    | 6     | 2     | 0     | 0               | 0               | –      | –      | 36    | 6     |
| Aston Villa Inglaterra                  | 2015–16             | 15    | 1     | 1     | 0     | 2               | 0               | –      | –      | 18    | 1     |
| Aston Villa Inglaterra                  | 2016–17             | 13    | 1     | 1     | 0     | 0               | 0               | –      | –      | 14    | 1     |
| Aston Villa Inglaterra                  | 2017–18             | 6     | 1     | 0     | 0     | 0               | 0               | –      | –      | 6     | 1     |
| Aston Villa Inglaterra                  | Total club          | 341   | 75    | 16    | 2     | 22              | 7               | 12     | 2      | 391   | 86    |
| Total en su carrera                     | Total en su carrera | 351   | 75    | 16    | 2     | 22              | 7               | 12     | 2      | 401   | 86    |